# Bosquerola del Chocó
La bosquerola del Chocó (Myiothlypis chlorophrys) és un ocell de la família dels parúlids (Parulidae).

## Hàbitat i distribució
Habita el sotabosc de la selva pluvial dels Andes del sud-oest de Colòmbia, al vessant del Pacífic, cap al nord fins l'oest de l'Equador